# Banagere, Holalkere
Banagere là một làng thuộc tehsil Holalkere, huyện Chitradurga, bang Karnataka, Ấn Độ.